# Fiend
Richard Ricky Jones (New Orleans, Louisiana — 13 de maio de 1976), mais conhecido pelo seu nome artístico Fiend é um rapper e Produtor musical norte-americano.
Seu álbum There’s One In Every Family estreou em oitavo lugar na lista Billboard 200.

## Discografia

### Álbuns de estúdio
- 1995 - I Won't Be Denied
- 1998 - There's One in Every Family
- 1999 - Street Life
- 2000 - Can I Burn?
- 2003 - Can I Burn? 2
- 2004 - Go Hard or Go Home
- 2006 - The Addiction